# Амелий
Амелий (на старогръцки: Ἀμέλιος; на латински: Amelius) (3 век) e неоплатонически философ и писател, ученик на Плотин, от втората половина на 3 век. Той бил ученик и на Нумений от Апамея и на стоика Лизимах.
Амелий е един от първите и най-близки приятели и ученици на Плотин в Рим. Написал близо 100 книги със записки от беседите на Плотин, които са изгубени. Той искал да направи негов портрет, но Плотин отказал. Въпреки това Амелий поканил най-добрия тогавашен скулптор, Картерий, който направил по спомени портрета на Плотин.
Неговият съученик Порфирий съобщава, че много обичал жертвоприношенията и никога не пропускал свещенодействията по новолуние и религиозните празници.
Лонгин твърдял, че Плотин и Амелий се откроявали от останалите тогавашни мислители с множеството разглеждани въпроси и със собствения си метод на изследване.